# Testudinellia
Testudinellia is een geslacht van rechtvleugeligen uit de familie veldsprinkhanen (Acrididae). De wetenschappelijke naam van dit geslacht is voor het eerst geldig gepubliceerd in 1930 door Sjöstedt.

## Soorten
Het geslacht Testudinellia  is monotypisch en omvat slechts de volgende soort:
- Testudinellia unicolor (Sjöstedt, 1930)